# Мирчештиј Ној (Вранча)
Мирчештиј Ној (рум. Mirceștii Noi) насеље је у Румунији у округу Вранча у општини Ванатори. Oпштина се налази на надморској висини од 43 m.

## Становништво
Према подацима из 2002. године у насељу је живело 860 становника, од којих су сви румунске националности.